# Joe Montana Football
Joe Montana Football is een videospel voor het platform Sega Mega Drive. Het spel werd uitgebracht in 1990. In het spel speelt Joe Montana zelf.

## Ontvangst
| Beoordeeld door                 | Jaar | Platform           | Score |
| ------------------------------- | ---- | ------------------ | ----- |
| neXGam                          | 2013 | SEGA Master System | 68%   |
| Power Play                      | 1991 | DOS                | 61%   |
| The Video Game Critic           | 2005 | SEGA Master System | 58%   |
| The Video Game Critic           | 2004 | Game Gear          | 50%   |
| Electronic Gaming Monthly (EGM) | 1990 | SEGA Master System | 42%   |